# Ио (спутник)
И́ó (др.-греч. Ἰώ) — спутник Юпитера, самый близкий к планете из четырёх галилеевых спутников.
Назван в честь мифологической Ио — жрицы Геры и возлюбленной Зевса.
Имеет диаметр 3642 км, что делает его четвёртым по величине спутником в Солнечной системе.
Этот спутник — самое геологически активное тело Солнечной системы, на нём более 400 действующих вулканов. Такая активность обусловлена периодическим нагревом недр спутника в результате трения, которое происходит из-за приливных гравитационных воздействий со стороны Юпитера, Европы и Ганимеда. У некоторых вулканов выбросы серы и диоксида серы настолько сильны, что поднимаются на высоту 500 километров. На поверхности Ио можно заметить более ста гор, которые выросли благодаря сжатию в основании силикатной коры спутника. Некоторые из этих пиков выше Джомолунгмы — например, гора Южная Боосавла превышает её вдвое. В отличие от большинства спутников во внешней части Солнечной системы (которые в основном состоят из водяного льда), Ио в основном состоит из силикатных пород, окружающих расплавленное ядро из железа или сернистого железа. Бо́льшую часть поверхности Ио занимают равнины, покрытые серой или замёрзшим диоксидом серы.
Вулканизм придаёт поверхности Ио уникальные особенности. Вулканический пепел и потоки лавы постоянно изменяют поверхность и окрашивают её в различные оттенки жёлтого, белого, красного, чёрного и зелёного (во многом благодаря аллотропам и соединениям серы). Потоки лавы на Ио достигают длины 500 километров. Вулканические выбросы создают тонкую неоднородную атмосферу Ио и потоки плазмы в магнитосфере Юпитера, в том числе огромный плазменный тор вокруг него.
Ио сыграла значительную роль в развитии астрономии XVII—XVIII веков. Её, вместе с другими галилеевыми спутниками, открыл Галилео Галилей в 1610 году. Это открытие способствовало принятию модели Солнечной системы Коперника, разработке законов движения планет Кеплера и первому измерению скорости света. Ио наблюдали только как яркую точку вплоть до конца XIX — начала XX века, когда стало возможным рассмотреть самые большие детали её поверхности — тёмно-красный полярный и светлый экваториальный районы. В 1979 году два космических корабля «Вояджер» представили Ио миру как активный спутник с многочисленными вулканами, большими горами и геологически молодой поверхностью без заметных ударных кратеров. Космический аппарат «Галилео» выполнил несколько близких пролётов в 1990-х и в начале 2000-х годов, получив данные о внутренней структуре и составе поверхности Ио. Эти космические корабли также обнаружили связь между спутником и магнитосферой Юпитера и радиационный пояс вдоль орбиты Ио. Человек на поверхности Ио получал бы поглощённую дозу радиации около 3600 рад (36 Гр) в день.
В дальнейшем Ио наблюдали космический аппарат «Кассини-Гюйгенс» в 2000 году и космическая межпланетная станция «Новые горизонты» в 2007 году, а также, благодаря развитию технологий, наземные телескопы и космический телескоп «Хаббл».

## Номенклатура

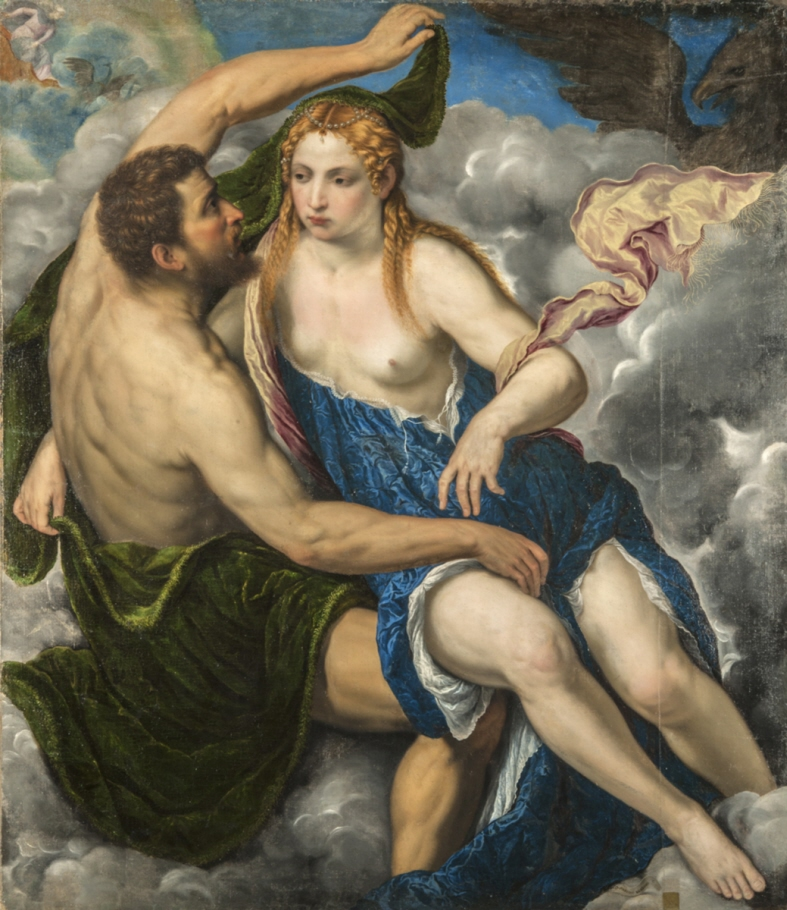
«Юпитер и Ио». Картина Париса Бордоне (1550-е годы)

Хотя Симон Марий не был признан первооткрывателем галилеевых спутников, для них были приняты данные им названия. В 1614 году вышла его публикация Mundus Iovialis anno M.DC.IX Detectus Ope Perspicilli Belgici, в которой он предложил названия для ближайших спутников Юпитера, включая «Меркурий Юпитерианский» или первую из «Юпитерианских планет». Он поддержал предложение Иоганна Кеплера, сделанное в 1613 году, — называть спутники этой планеты в честь возлюбленных Зевса или его римского эквивалента. Крупнейшую из внутренних лун — Ио — он назвал в честь Ио из греческой мифологии. Потом названия, предложенные Марием, были забыты и вышли из употребления вплоть до середины XX века. В более ранней литературе Ио именуется по планетной принадлежности с добавлением римской цифры, например, «Юпитер I», или просто «первая луна Юпитера».
Детали рельефа Ио именуются в честь персонажей и местностей из мифа об Ио, в честь божеств огня, вулканов, Солнца и грозы из различных мифов, а также в честь персонажей и мест из Ада Данте, подходящих для поверхности вулканической природы. С тех пор как поверхность Ио была достаточно подробно изучена «Вояджером-1», названия получили 225 вулканов, гор, плато и областей с высоким альбедо. Наименованные детали рельефа относятся к таким типам: пате́ра (лат. patera) — вулканический кратер неправильной формы, поток (fluctus) — лавовый поток, долина (vallis) — лавовый канал, эруптивный центр — местность, где заметны первые признаки извержения, гора (mons), столовая гора (mensa), купол (tholus), плато (planum), область (regio). Примерами поименованных структур могут служить столовая гора Пана, патеры Тваштара и область Колхида.

## Наблюдения

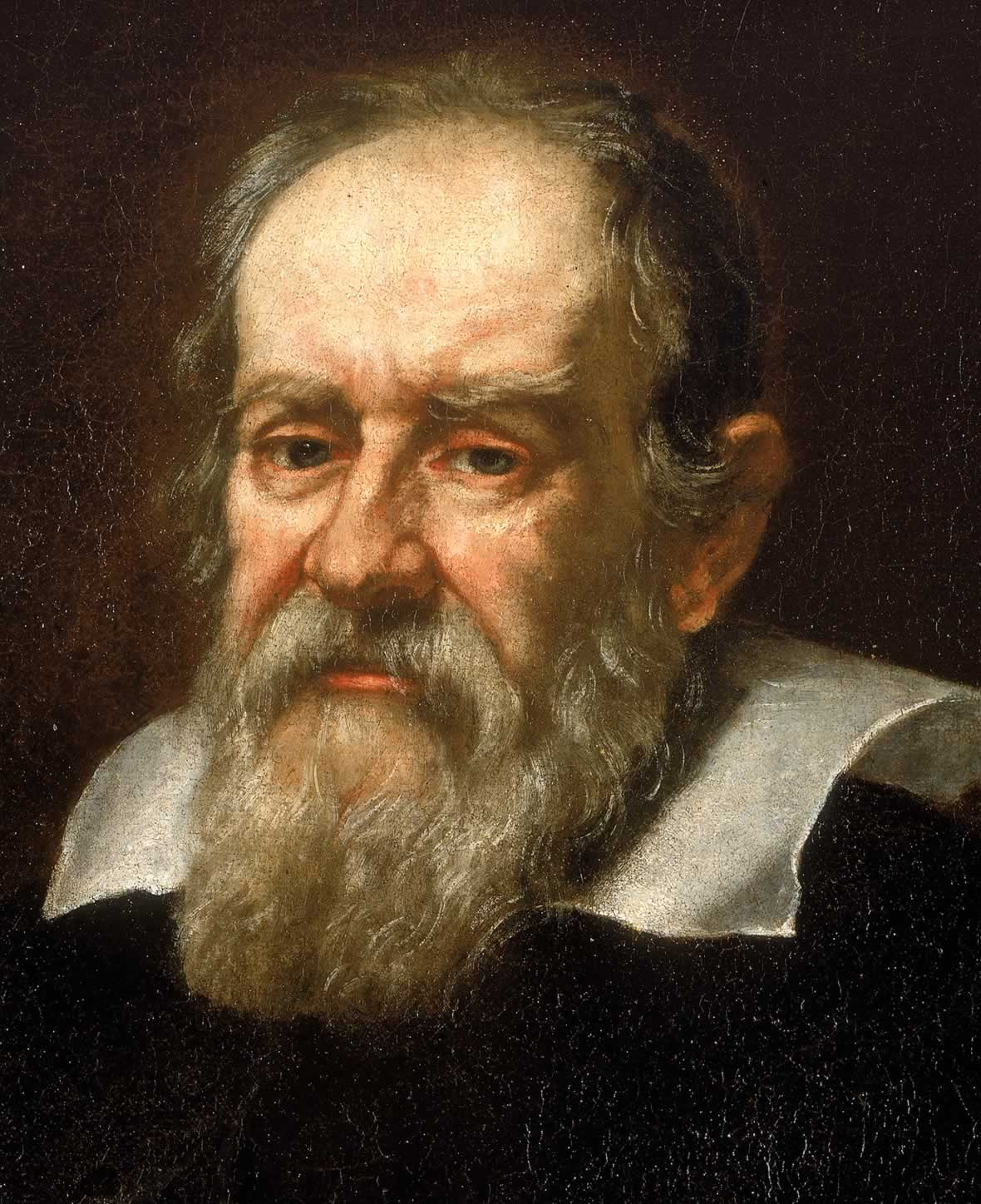
Галилео Галилей, первооткрыватель Ио

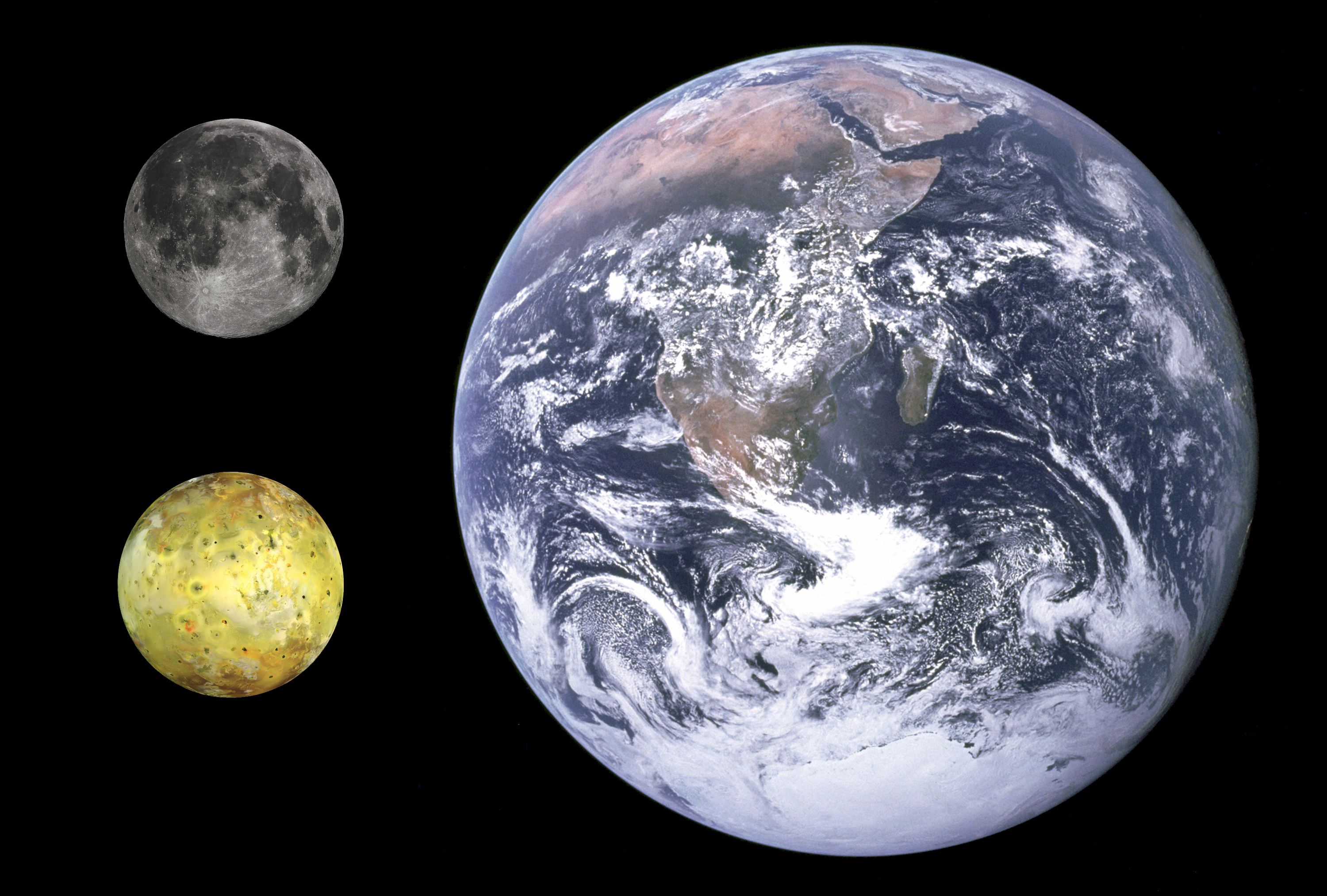
Сравнение размеров Земли, Луны и Ио

Первое наблюдение Ио было сделано Галилео Галилеем 7 января 1610 года. Он смог увидеть её при помощи сконструированного им в Падуанском университете рефрактора с 20-кратным увеличением. Однако при первом наблюдении он не смог отделить Ио от другого спутника Юпитера — Европы — и отметил их как один объект. Но уже на следующий день — 8 января 1610 года — он увидел их раздельно (эта дата и признана МАС датой открытия Ио). Открытие Ио и других галилеевых спутников Галилео опубликовал в работе Sidereus Nuncius в марте 1610 года. Симон Марий в своей работе Mundus Jovialis, опубликованной в 1614 году, утверждал, что наблюдал Ио и другие спутники Юпитера ещё в 1609 году, за одну неделю до открытия их Галилеем. Тот выразил сомнения в подлинности этих утверждений и отклонил заявление Мария как плагиат. Но первое зарегистрированное наблюдение Мария датировано 29 декабря 1609 года по юлианскому календарю, что соответствует 8 января 1610 года по григорианскому календарю, которым пользовался Галилей. Поскольку Галилео первым опубликовал работу, ему и приписывают открытие.
В течение двух последующих веков на Ио не могли различить никаких деталей: она наблюдалась только как точка света 5-й величины. В XVII веке Ио и другие галилеевы спутники использовались в различных целях: с их помощью моряки определяли долготу, проверялся третий закон Кеплера о движениях планет, а также определялось время, за которое свет пройдёт расстояние между Юпитером и Землёй. На основе эфемерид, полученных астрономами, такими как Джованни Кассини, Пьер-Симон Лаплас создал математическую теорию, объясняющую орбитальные резонансы Ио, Европы и Ганимеда. Эти резонансы, как обнаружилось позднее, оказали огромное влияние на геологию этих трёх спутников.
В конце XIX и начале XX веков улучшилась технология создания телескопов и появились телескопы с лучшим разрешением. Это позволило астрономам увидеть крупномасштабные детали на поверхности Ио. В 1890-х годах Эдвард Барнард был первым астрономом, который увидел различия яркости между экваториальной и полярной областями Ио и правильно предположил, что они возникают из-за различия цвета и альбедо этих областей, а не по причине того, что Ио имеет овальную форму (как это было предложено астрономом Уильямом Пикерингом) или из-за того, что экваториальная и полярная области являются двумя отдельными объектами (как это было изначально предложено Барнардом). Более поздние телескопические наблюдения за поверхностью Ио подтвердили различие между красновато-коричневой полярной и жёлто-белой экваториальной областью.
Телескопические наблюдения Ио в середине XX века стали наводить на мысль о её чрезвычайной геологической активности. Спектрографические наблюдения показали, что, вероятно, поверхность Ио лишена водяного льда (на других галилеевых спутниках он был найден в изобилии). Те же наблюдения указывают на то, что на поверхности спутника преобладают соли натрия и сера. Радиотелескопические наблюдения Ио показали её влияние на магнитосферу Юпитера, о чём свидетельствуют всплески на декаметровых волнах, происходящие с периодом, равным орбитальному периоду спутника.
Важным для науки было покрытие Ио звезды Бета Скорпиона 14 мая 1971 года в 2:00 UTC, чрезвычайно редкое для такой яркой звезды событие. Оно позволило в 1972 году получить очень хорошую оценку среднего радиуса Ио: 1818±5 км.

### «Пионер»
Первыми космическими аппаратами, которые сблизились с Ио, были аппараты-близнецы «Пионер-10» и «Пионер-11», пролетавшие возле неё 3 декабря 1973 года и 2 декабря 1974 года соответственно. Радиослежение за ними позволило уточнить массу Ио. Эти данные, вместе с данными о её размерах, показали, что Ио имеет самую большую среди галилеевых спутников плотность и состоит из силикатных пород, а не водяного льда. При помощи «Пионеров» удалось также заметить тонкий слой атмосферы Ио и интенсивный радиационный пояс возле её орбиты. Камера на борту «Пионера-11» дала хорошее изображение северной полярной области Ио. Детальные снимки должен был сделать и «Пионер-10», но эти наблюдения не удались из-за неправильной работы аппаратуры при высокой радиации.

### «Вояджер»

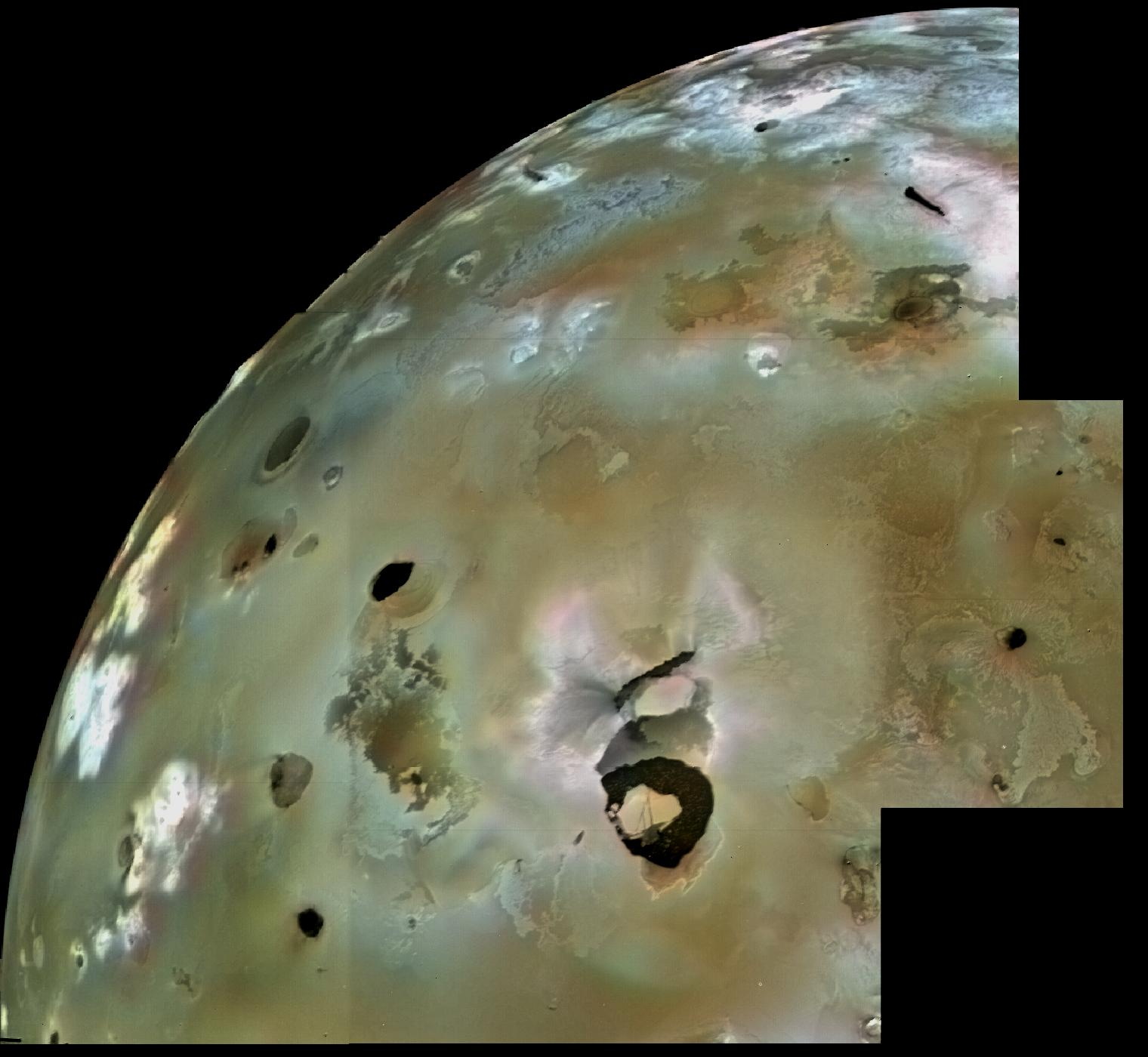
Мозаика поверхности Ио, составленная из снимков, сделанных космическим аппаратом «Вояджер-1». Внизу — патера Локи, далее на северо-запад — патера Аматерасу и патера Дажбога.

Пролёты зондов-близнецов «Вояджер-1» и «Вояджер-2» мимо Ио в 1979 году, благодаря их более совершенной системе съёмки, дали гораздо более детальные изображения спутника. «Вояджер-1» пролетал мимо спутника 5 марта 1979 года на расстоянии 20 600 километров. Изображения, снятые во время этого пролёта, показали странный разноцветный пейзаж, лишённый ударных кратеров. На снимках с высоким разрешением видна относительно молодая поверхность, испещрённая ямами странной формы, горами выше Джомолунгмы и веществом, напоминающим потоки лавы.
Вскоре после пролёта «Вояджера-2» инженер навигации «Вояджера» Линда Морабито заметила шлейф, исходящий от поверхности на одном из изображений. При анализе снимков с «Вояджера-1» было замечено девять таких шлейфов, что доказывает наличие вулканической активности на Ио. Она была предсказана в работе Стэна Дж. Пила, Патрика Кассена и Р. Т. Рейнольдса незадолго до получения снимков с «Вояджера-1». Авторы вычислили, что недра Ио должны испытывать существенное периодическое нагревание, вызванное орбитальным резонансом Ио с Ганимедом и Европой. Данные, полученные от «Вояджера-1», показали, что на поверхности Ио преобладает сера и замороженный оксид серы. Они преобладают и в тонком слое атмосферы Ио и торе плазмы, сосредоточенной на его орбите (что также следует из наблюдений «Вояджера»).
«Вояджер-2» прошёл от Ио на расстоянии 1 130 000 километров 9 июля 1979 года. Хотя этот космический аппарат не приближался к спутнику так, как «Вояджер-1», при сравнении их снимков удалось обнаружить несколько поверхностных изменений, произошедших за четыре месяца между пролётами. Кроме того, наблюдения за Ио после отдаления «Вояджера-2» от системы Юпитера показали, что семь из девяти шлейфов, наблюдавшихся в марте, проявляли активность и в июле 1979 года и только вулкан Пеле выглядел пассивно.

### «Галилео»

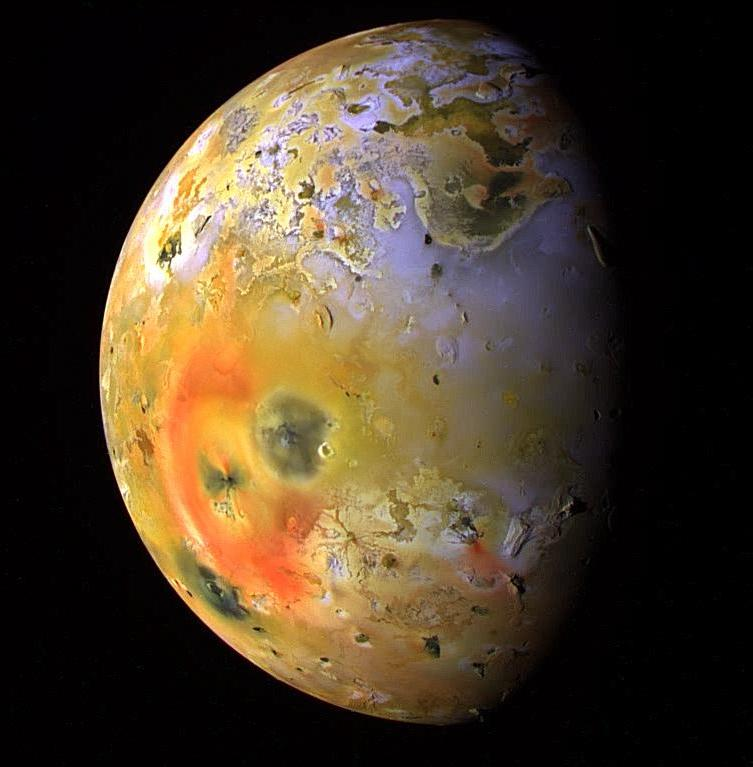
Снимок «Галилео», на котором видно большое тёмное пятно, очерченное красным кольцом, произведённое сильным извержением патеры Пиллана в 1997 году

Космический аппарат «Галилео» достиг Юпитера в 1995 году (через шесть лет после старта с Земли). Его целью было продолжение и уточнение исследований «Вояджеров» и наземных наблюдений прошлых лет. Местоположение Ио в пределах одного из самых интенсивных радиационных поясов Юпитера исключило возможность длительных близких исследований, но «Галилео» пролетел довольно близко к Ио перед выходом на орбиту, нужную для выполнения своей основной задачи — подробного изучения системы Юпитера. Хотя во время этого пролёта, произошедшего 7 декабря 1995 года, не было сделано ни единого снимка, он принёс значительные результаты: было открыто железное ядро Ио, подобное ядру каменных планет Солнечной системы.
Несмотря на нехватку снимков крупным планом и механические неисправности, которые очень ограничили объём полученных данных, «Галилео» в ходе основной миссии сделал несколько существенных открытий. Он был свидетелем крупного извержения патеры Пиллана и смог подтвердить, что выбросы вулканов состоят из силикатной магмы, богатой магнием и имеющей основной и ультраосновной состав. Съёмка Ио велась практически на каждом обороте «Галилео» в ходе его основной миссии. Это позволило увидеть много действующих вулканов (благодаря тепловому излучению магмы и вулканическим шлейфам), многочисленные горы с разнообразной морфологией и некоторые изменения поверхности в промежутке между наблюдениями «Вояджеров» и «Галилео», а также в промежутке между оборотами «Галилео». Из 35 витков «Галилео» вокруг Юпитера 7 были спроектированы с целью изучения Ио (максимальное сближение — 102 км, произошло 17 января 2002 года).
Миссия Галилео была дважды продлена — в 1997 и 2000 годах. Во время этих продолжений миссии космический аппарат пролетел мимо Ио три раза в конце 1999 и начале 2000 года и три раза в конце 2001 и начале 2002 года. Наблюдения во время этих пролётов показали геологические процессы, происходящие в вулканах и горах Ио, исключили присутствие магнитного поля и продемонстрировали масштабы вулканической деятельности. В декабре 2000 года космический корабль «Кассини» прошёл недалеко от системы Юпитера по пути к Сатурну и делал наблюдения совместно с «Галилео». Тогда был обнаружен новый шлейф на патерах Тваштара и лучше понято сияние Ио.
Кроме того, «Кассини» получил новые данные о плазменном торе, формируемом Ио, с помощью своего чувствительного ультрафиолетового спектрометра. Тор состоит из ионизованных атомов и молекул серы с примесью других веществ. Меридиональное сечение тора имеет форму эллипса со сравнимыми осями.

### Последующие наблюдения

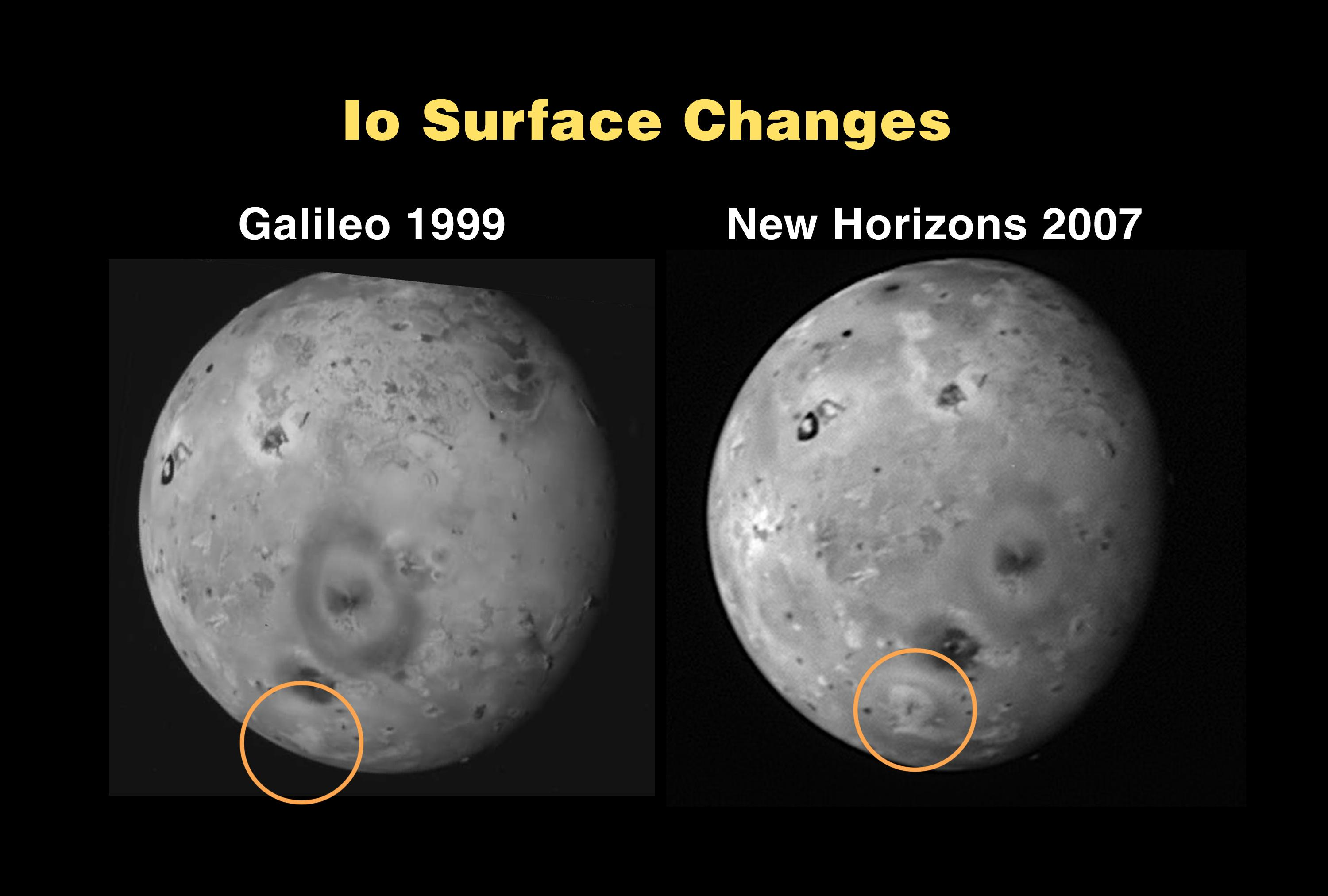
Изменения поверхности Ио между изучением её КА «Галилео» и КА «Новые горизонты»

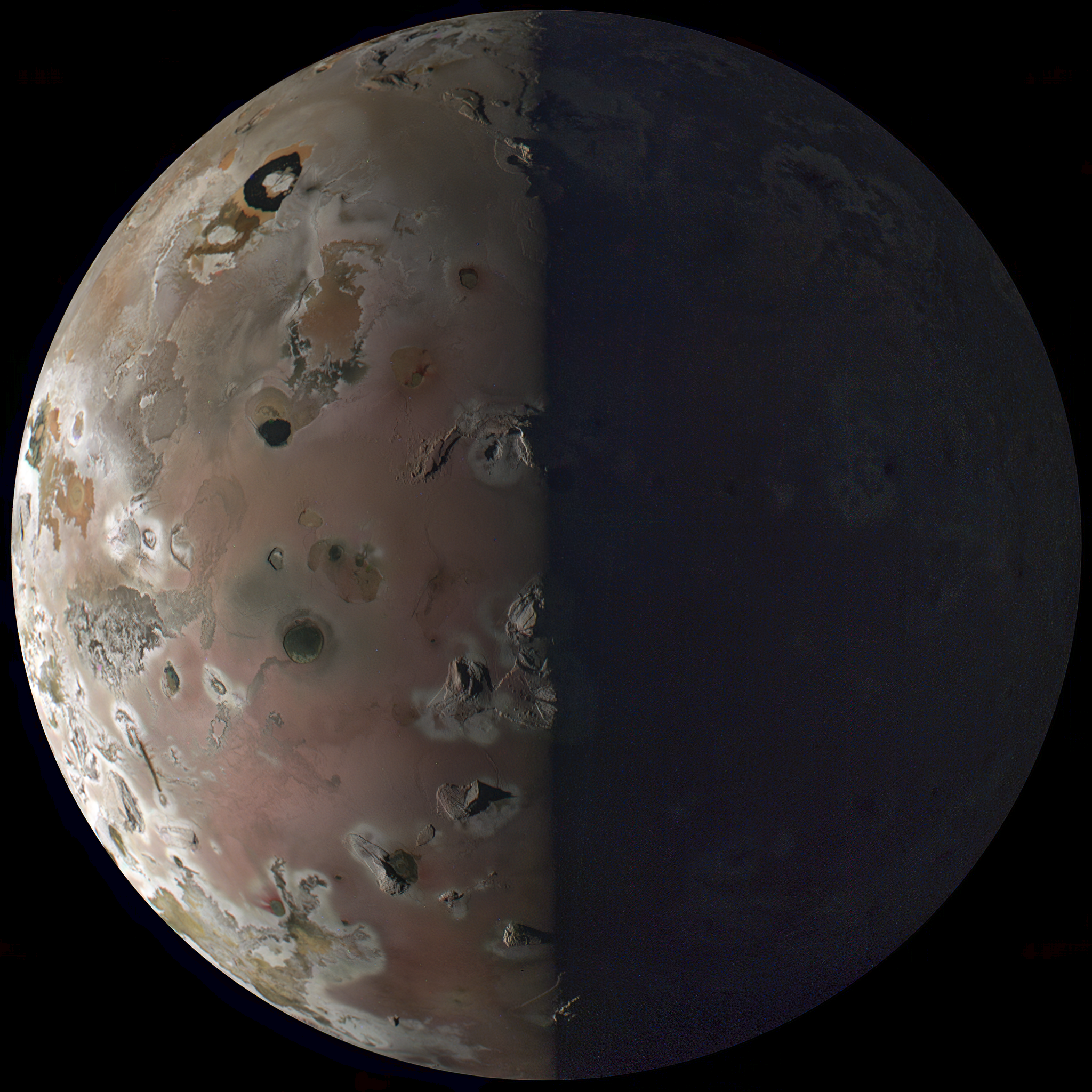
Изображение Ио в естественных цветах, снятое JunoCam КА «Юнона»

После того, как 21 сентября 2003 года миссия «Галилео» была завершена и аппарат сгорел в атмосфере Юпитера, наблюдения за Ио велись только посредством наземных и космических телескопов. В частности, можно выделить снимки, сделанные с помощью адаптивной оптики в обсерватории Кека на Гавайях и снимки телескопа Хаббл, позволяющие учёным следить за действующими на Ио вулканами даже без помощи космических аппаратов в системе Юпитера.
Космический корабль «Новые горизонты» по пути к Плутону и поясу Койпера пролетал мимо системы Юпитера, в том числе Ио, 28 февраля 2007 года. Во время пролёта было сделано множество отдалённых наблюдений за Ио. Среди них снимки большого шлейфа на вулкане Тваштара, которые, вместе с наблюдениями за шлейфом вулкана Пеле в 1979 году, дали возможность вести первые детальные наблюдения за вулканическим шлейфом крупнейшего класса на Ио. Космический аппарат «Новые Горизонты» также сумел сделать снимок вулкана вблизи патеры Гирру на ранних стадиях извержения и несколько извержений вулканов, которые произошли со времени завершения миссии «Галилео».
Аппарат «Юнона», запущенный 5 августа 2011 года НАСА, находится на орбите Юпитера. Расширенная миссия до 2025 года предполагает 11 пролётов станции рядом с Ио на расстоянии около 1,5 тыс.км от поверхности спутника. Учёные надеются использовать эти сближения, чтобы определить, существует ли в её недрах единый расплавленный океан из магмы, а также изучить, как приливные силы, которые возникают в результате её взаимодействий с Юпитером и соседними объектами, разогревают и расплавляют недра этого небесного тела.
Запущенная 14 апреля 2023 года миссия аппарата Jupiter Icy Moons Explorer (JUICE) не предполагает сближений с Ио, тем не менее, JUICE проведёт дистанционные исследования вулканической активности спутника.
В настоящее время для изучения Ио не запланировано миссий. Ранее планировался запуск аппарата «Jupiter Europa Orbiter» (JEO), входящего в отменённую совместную (NASA/ESA/Роскосмос) космическая программа «Europa Jupiter System Mission». NASA отказались от запуска JEO в пользу миссии «Europa Clipper», в программу которой не входит изучение Ио. В дополнении к этому, было предложено ещё несколько более специализированных миссий. Одна миссия, названная «Наблюдатель вулканов Ио» («Io Volcano Observer»), должна была бы начаться в 2015 году как миссия класса Discovery и включала бы несколько пролётов мимо Ио, однако сейчас она остаётся в фазе концепции миссии.

## Орбита и вращение

Анимация, демонстрирующая Лапласов резонанс Ио с Европой и Ганимедом

Орбита Ио расположена на расстоянии 421 700 км от центра Юпитера и в 350 000 км от верхнего слоя его облаков. Ио — пятый по отдалению от Юпитера его спутник и самый внутренний из галилеевых спутников. Её орбита пролегает между Фивой и Европой. Ей требуется 42,5 часа, чтобы совершить полный оборот вокруг Юпитера (достаточно быстро, чтобы её движение было заметно за одну ночь наблюдений). Ио находится в орбитальном резонансе 2:1 с Европой и 4:1 с Ганимедом, то есть успевает обернуться вокруг Юпитера 2 раза за время одного оборота Европы и 4 раза — за время одного оборота Ганимеда. Такой резонанс поддерживает эксцентриситет орбиты Ио (0,0041), что является основной причиной значительной геоактивности спутника (см. раздел «Приливный разогрев» для более детального объяснения). Без такого резонанса орбита Ио скруглилась бы из-за приливного ускорения и, вероятно, спутник не был столь геологически активен.
Как и другие галилеевы спутники, а также земная Луна, Ио — синхронный спутник: одно из её полушарий всегда обращено к Юпитеру. На этом основана система определения долгот на Ио. Начальный меридиан проходит через точку, обращённую к Юпитеру. Полушарие, направленное в сторону движения спутника по орбите, называется ведущим, а противоположное — ведомым.

## Взаимодействие с магнитосферой Юпитера

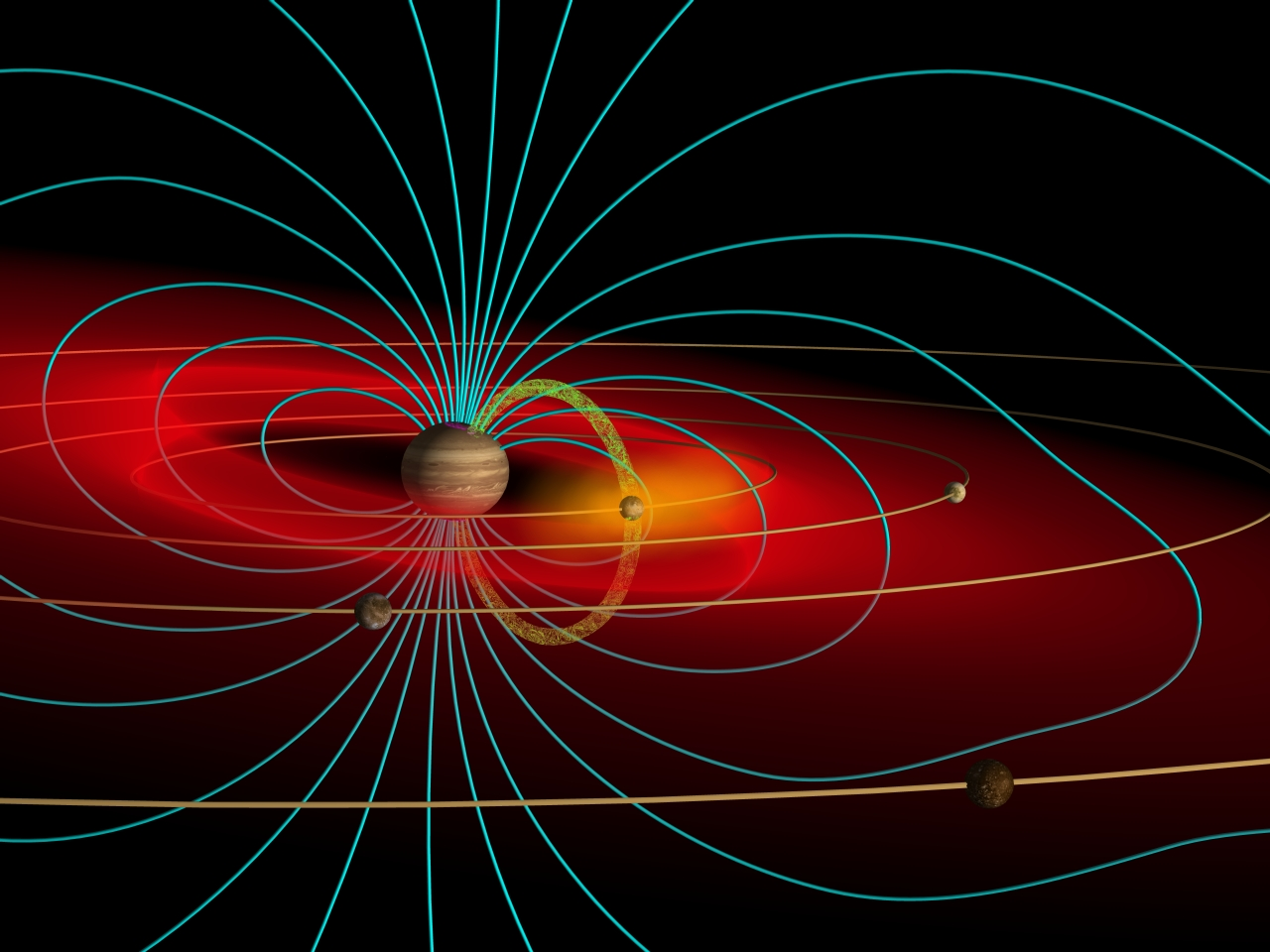
Схема магнитосферы Юпитера и воздействия Ио (около центра изображения): плазменный тор (красное), нейтральное облако (жёлтое), потоковая трубка (зелёное) и линии магнитного поля (голубое)

Ио играет важную роль в формировании магнитного поля Юпитера. Магнитосфера Юпитера вбирает в себя газы и пыль из тонкой атмосферы Ио со скоростью 1 тонна в секунду. Эта материя в основном состоит из ионизированной и нейтральной серы, кислорода и хлора; атомарного натрия и калия; молекулярного диоксида серы и серы; а также пыли хлорида натрия. Они выбрасываются вулканами Ио, попадают в её атмосферу, а далее — в магнитосферу Юпитера и иногда в межпланетное пространство. Вся эта материя, в зависимости от её состава и степени ионизации, оказывается в различных нейтральных облаках и радиационных поясах юпитерианской магнитосферы, а иногда и покидает пределы системы Юпитера.
Ио окружена атомарным облаком из серы, кислорода, натрия и калия. Оно тянется до расстояния от её поверхности, равного примерно шести её радиусам. Эти частицы приходят из верхних слоёв атмосферы спутника. Они возбуждаются из-за столкновений с частицами плазменного тора (как будет рассказано ниже) и других процессов в сфере Хилла Ио, где её сила тяжести преобладает над юпитерианской. Часть всей этой материи покидает атмосферу и выходит на орбиту вокруг Юпитера. В течение 20 часов эти частицы покидают сферу Хилла Ио и формируют бананообразное нейтральное облако, которое может распространяться на расстояние до 6 юпитерианских радиусов от Ио — или внутри орбиты Ио и перед спутником, или вне орбиты Ио и позади спутника. Столкновения, которые возбуждают частицы, также иногда снабжают электронами ионы натрия в плазменном торе, и образовавшиеся нейтральные атомы вылетают из тора. Однако эти частицы всё ещё сохраняют свою скорость в 70 км/с (тогда как орбитальная скорость Ио — 17 км/с) и формируют струи вещества позади Ио.
Орбита Ио проходит в пределах радиационного пояса, известного как плазменный тор Ио. Это пончикообразное кольцо ионизированной серы, кислорода, натрия и хлора. Плазма в нём образуется из нейтральных атомов «облака», окружающего Ио, которые ионизируются и увлекаются магнитосферой Юпитера. В отличие от частиц нейтрального облака, эти частицы обращаются вокруг Юпитера совместно с его магнитосферой на скорости 74 км/с. Как и остальная часть магнитосферы Юпитера, плазменный тор наклонён к экватору Юпитера (и к орбитальной плоскости Ио). Это означает, что Ио находится то выше, то ниже ядра тора. Как было отмечено выше, более высокая скорость и энергия этих ионов частично ответственны за утечку нейтральных атомов и молекул из атмосферы Ио и протяжённого нейтрального облака. Тор состоит из трёх частей: внешнего «тёплого» тора, который располагается сразу за орбитой Ио; вертикально-широкого региона, известного как «лента» и состоящего из нейтральной области-источника, а также охлаждённой плазмы, расположенной в районе орбиты Ио; а также внутренней части, «холодного» тора, состоящего из частиц, которые медленно по спирали двигаются к Юпитеру. После примерно 40-дневного пребывания в «тёплом торе» частицы его покидают. Частично они ответственны за необычайно большую магнитосферу Юпитера. Частицы с Ио были обнаружены датчиками КА «Новые Горизонты» по вариациям магнитосферной плазмы очень далеко от спутника (в хвосте магнитосферы). Чтобы изучать подобные изменения внутри плазменного тора, исследователи измеряют его ультрафиолетовое излучение. Пока такие перемены не были окончательно увязаны с переменами в вулканической активности Ио (основного источника материи в плазменном торе), считается, что их причиной служит нейтральное облако натрия.
Приближаясь к Юпитеру в 1992 году, КА «Улисс» зафиксировал поток пылевидных частиц, направленный из системы Юпитера. Пыль в этих потоках удаляется от Юпитера на скоростях в несколько сот километров в секунду, имеет размер около 10 микрон и состоит в основном из хлорида натрия. Исследования пыли, проведённые «Галилео», выявили, что пылевые потоки происходят с поверхности Ио, но точный механизм их формирования неизвестен: они могут быть результатом вулканической активности или столкновений с поверхностью Ио.
Линии магнитного поля Юпитера, которые пересекают Ио, соединяют атмосферу Ио и нейтральное облако с верхними слоями полярной атмосферы Юпитера электрическим током, известным как потоковая трубка Ио. Этот ток служит причиной полярных сияний в юпитерианской атмосфере, которые именуются «следом Ио», а также сияний в атмосфере Ио. Частицы, идущие по этой трубке, делают полярные области Юпитера тёмными в видимом свете. Местоположение Ио и её «следа» в атмосфере Юпитера относительно Земли и Юпитера сильно влияет на интенсивность наблюдаемого радиоизлучения Юпитера: она сильно увеличивается, когда Ио в зоне видимости. КА «Юнона», который стартовал к Юпитеру 5 августа 2011 года и прибыл к нему в июле 2016, должен пролить свет на взаимодействие между Ио и магнитосферой Юпитера. Линии юпитерианского магнитного поля, проходящие сквозь ионосферу Ио, генерируют электрические токи, которые создают магнитное поле в недрах Ио. Считается, что индуцированное магнитное поле Ио генерируется в частично расплавленной силикатной магме в 50 километрах под поверхностью спутника. Схожие индуцированные магнитные поля «Галилео» обнаружил и на остальных галилеевых спутниках, где они генерируются предположительно подповерхностными водными океанами.

## Структура
Ио не похожа на большинство спутников газовых планет (содержащих много льда) и состоит в основном из силикатов и железа, как и планеты земной группы. Ио по размеру немногим больше спутника Земли — Луны. Её средний радиус равен приблизительно 1821,3 километра (на 5 % больше среднего радиуса Луны), а масса составляет 8,9319×1022 кг (примерно на 21 % больше, чем у Луны). Ио имеет форму эллипсоида, большая ось которого направлена в сторону Юпитера. Среди галилеевых спутников по массе и объёму Ио стоит после Ганимеда и Каллисто, но перед Европой.

### Внутренняя структура

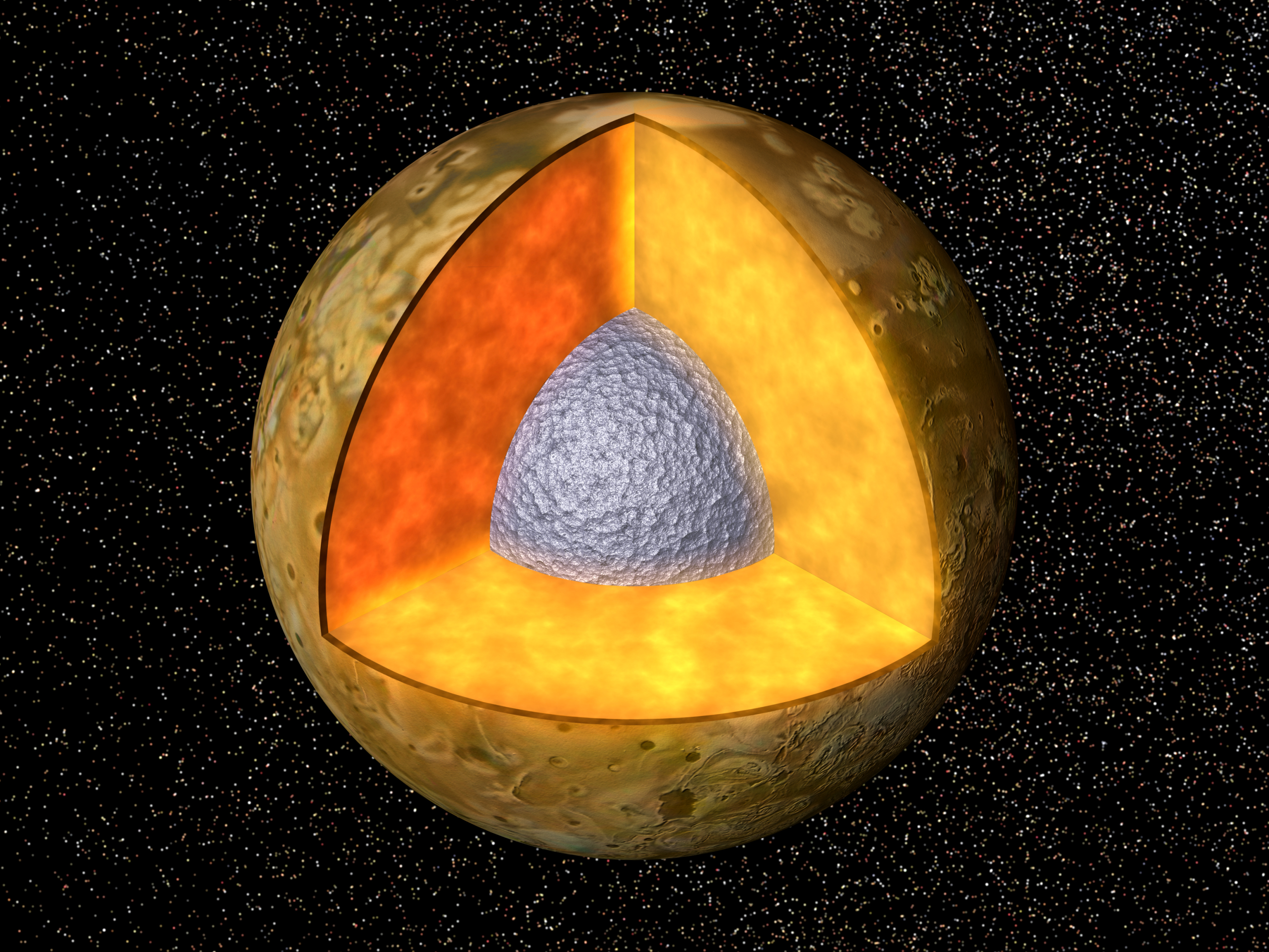
Модель возможного внутреннего строения Ио с ядром, состоящим из железа или сульфида железа (выделено серым цветом), силикатной корой (выделено коричневым) и частично расплавленной силикатной мантией между ними (выделено оранжевым)

Ио, состоящая в основном из силикатных пород и железа, ближе по составу к планетам земной группы, чем к другим спутникам во внешней части Солнечной системы (которые состоят главным образом из водяного льда и силикатов). Средняя плотность Ио равна 3,5275 г/см3, что больше, чем у других галилеевых спутников (и даже чем у Луны), и это ставит Ио на первое место по плотности среди спутников в Солнечной системе. Модели, составленные по измеренным «Вояджерами» и «Галилео» массе, радиусу и коэффициентам гравитационного квадруполя (числа, описывающие распределение массы в пределах объекта), указывают на то, что Ио расслоена на ядро из железа или сульфида железа и кору с мантией, которые богаты силикатами. Металлическое ядро составляет приблизительно 20 % массы Ио. Радиус ядра зависит от содержания серы: если оно состоит из чистого железа, его радиус лежит в пределах 350—650 км, а если оно состоит из соединений железа и серы — в пределах 550—900 км. Магнитометр «Галилео» не обнаружил у Ио собственного магнитного поля, и это указывает на то, что в её железном ядре нет конвекции.
Моделирование внутреннего состава Ио предсказывает, что мантия состоит по крайней мере на 75 % из богатого магнием минерала форстерита, и её состав подобен составу метеоритов L-хондритов и LL-хондритов. Отношение концентраций железа и кремния там выше, чем на Луне или Земле, но ниже, чем на Марсе. Поддержание теплового потока, наблюдаемого на Ио, требует, чтобы 10—20 % мантии были в расплавленном виде, хотя в областях, где наблюдается высокотемпературный вулканизм, доля расплавленного вещества может быть больше. Однако повторный анализ данных магнитометра «Галилео» в 2009 году показал наличие на Ио индуцированного магнитного поля, для которого необходим океан магмы на глубине 50 км. Следующее исследование, опубликованное в 2011 году, предоставило прямые доказательства существования такого океана. Толщина этого слоя оценивается в 50 км, и он составляет около 10 % мантии Ио. Температура там достигает примерно 1200 °C. Неизвестно, совместимо ли это 10—20-процентное плавление с условием значительного количества расплавленных силикатов в этом вероятном океане магмы. Толщина литосферы Ио, состоящей из базальта и серы и образованной интенсивным вулканизмом, составляет не менее 12 километров и, вероятно, не более 40 километров.

### Приливный разогрев
В отличие от Земли, основным источником внутреннего тепла Ио является разогрев недр спутника приливным воздействием Юпитера, при незначительном вкладе внутреннего радиоактивного распада и приливного воздействия со стороны Европы и Ганимеда. Сильное приливное воздействие Юпитера обусловлено вытянутостью орбиты Ио, которая поддерживается орбитальным взаимодействием среди галилеевых спутников. Резонанс Лапласа с Европой и Ганимедом поддерживает эксцентриситет Ио и предотвращает скругление орбиты Ио, которое иначе неизбежно произошло бы из-за диссипации приливной энергии. За счёт эллиптичности орбиты, при движении спутника вокруг планеты каждые 1,77 дня происходит изменение расстояния до Юпитера на 3400 км и изменение его приливного влияния на обращённую к планете сторону Ио. Поэтому, несмотря на то, что вращение спутника синхронизировано с его обращением вокруг планеты, его форма постоянно деформируется в ходе движения по орбите. Изменение высоты «приливного горба» Ио между апоцентром и перицентром может достигать 100 метров. Трение при этих подвижках создаёт в недрах Ио приливный разогрев, а он поддерживает расплавленной существенную часть мантии спутника. Это делает возможной вулканическую активность. Приливный разогрев спутника даёт примерно в 200 раз больше тепла, чем распад радиоактивных элементов в его недрах. Оценки, сделанные на основе измерений теплового потока из «горячих» областей Ио, показали, что мощность приливного разогрева может достигать (0,6...1,6)×108 МВт, что на два порядка превышает суммарную мощность, потребляемую человечеством (2×106 МВт). 
Потому как эллиптичность орбиты Ио изменяется на длительных интервалах времени, то изменяется и сила приливного воздействия на недра спутника. В целом, разогрев зависит от расстояния между Ио и Юпитером, от эксцентриситета её орбиты, состава и физических характеристик её недр. Эпохи, когда эксцентриситет орбиты Ио становится пренебрежимо малым, должны быть более геологически спокойными с ослабленным вулканизмом из-за исчезновения порождающего его внешнего приливного воздействия.

### Поверхность
По аналогии с древней поверхностью Луны, Марса и Меркурия учёные ожидали увидеть на первых изображениях Ио, полученных «Вояджером-1», многочисленные ударные кратеры (а их концентрация позволила бы оценить возраст поверхности). Но они были весьма удивлены, обнаружив, что ударных кратеров там почти нет. Вместо них видны гладкие равнины, усеянные высокими горами, потоками лавы и ямами различных форм и размеров. В отличие от большинства других космических объектов, Ио покрыта множеством разноцветных веществ, в основном аллотропными модификациями и соединениями серы. Малое количество ударных кратеров показывает, что поверхность Ио, как и поверхность Земли, геологически молода. Кратеры на Ио быстро покрываются вулканическими выбросами. Эти выводы были подтверждены по меньшей мере девятью действующими вулканами, наблюдавшимися «Вояджером-1».
В дополнение к вулканам на Ио есть невулканические горы, вязкие лавовые потоки, достигающие длины в сотни километров, озёра расплавленной серы и кальдеры, глубина которых доходит до нескольких километров.
В 2012 году была составлена полная геологическая карта Ио, для которой использовались изображения с разной детализацией, которые при помощи компьютера склеили в единую мозаику с разрешением 1 км на пиксель. Карта составлялась 6 лет. Возглавил проект Дэвид Уильямс (David Williams) из университета Аризоны. Исследователи также составили онлайновую базу данных по Ио, включающую не только новую геологическую карту, но и многочисленные снимки с космических аппаратов и данные ряда иных измерений.

#### Поверхностный состав
Красочный внешний вид Ио — результат интенсивной работы вулканов, которые выбрасывают различные вещества. Среди них — силикаты (например, ортопироксен), сера и диоксид серы. Иней из диоксида серы покрывает почти всю поверхность Ио, окрашивая большие области в белый или серый цвет. На многих областях спутника видна и сера благодаря своему жёлтому или жёлто-зелёному цвету. В средних и высоких широтах радиация разбивает обычно устойчивые восьмиатомные циклические молекулы серы S8, и в результате полярные области Ио окрашены в красно-коричневый цвет.
Взрывной вулканизм, часто дающий шлейфы вулканического пепла, образующие причудливые формы, окрашивает поверхность силикатами и соединениями серы. Осадки этих шлейфов часто окрашены в красный или белый цвет (в зависимости от содержания серы и её диоксида). Как правило, шлейфы, образованные в жерле вулкана в результате дегазации лавы, содержат большее количество S2 и дают красные осадки, выпадающие веером или, в исключительных случаях, большими (часто более 450 километров радиусом) кольцами. Яркий пример красного кольца из осадков шлейфа мы можем наблюдать вокруг вулкана Пеле. Этот красный осадок состоит в основном из серы (в основном 3- и 4-атомной молекулярной серы), двуокиси серы и, вероятно, Cl2SO2. Шлейфы, образованные на границах потоков силикатной лавы, дают белые или серые осадки (продукт взаимодействия этой лавы с серой и двуокисью серы, лежащими на поверхности).
Картирование состава и высокая плотность Ио указывают на то, что на Ио практически нет воды, хотя там были ориентировочно идентифицированы небольшие карманы водяного льда или гидратированных минералов (прежде всего на северо-западной стороне горы Gish Bar Mons). Эта нехватка воды, вероятно, связана с тем, что во времена формирования Солнечной системы Юпитер был достаточно горячим, чтобы такие летучие вещества, как вода, улетучились из окрестностей Ио (хотя и недостаточно горячим, чтобы так произошло и на более далёких спутниках).

#### Вулканизм

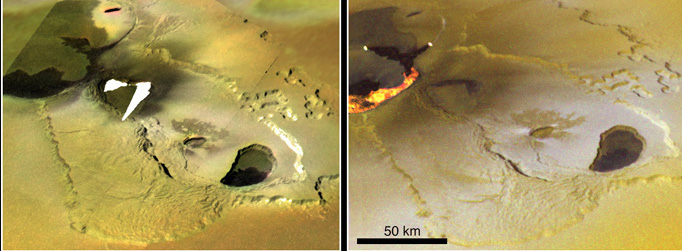
Активные потоки лавы в патерах Тваштара, изображения получены «Галилео» в ноябре 1999 и феврале 2000 года

Приливной разогрев, вызываемый орбитальным эксцентриситетом, служит причиной того, что Ио — самая геологически активная луна в Солнечной системе, с сотнями вулканов и обширными потоками лавы. Во время особо крупных извержений потоки лавы могут тянуться на десятки и даже сотни километров. Состоят они в основном из базальтовой лавы с основным или ультраосновным (с большим содержанием магния) составом. В результате вулканической активности сера, диоксид серы (в виде газа) и силикатная пирокластическая материя (в виде пепла) поднимаются на высоту до 200 километров в открытый космос в виде своеобразных «зонтиков», а после выпадения окрашивают местность в красный, чёрный и белый цвета. Кроме того, эта материя образует тонкую атмосферу Ио и наполняет обширную магнитосферу Юпитера.

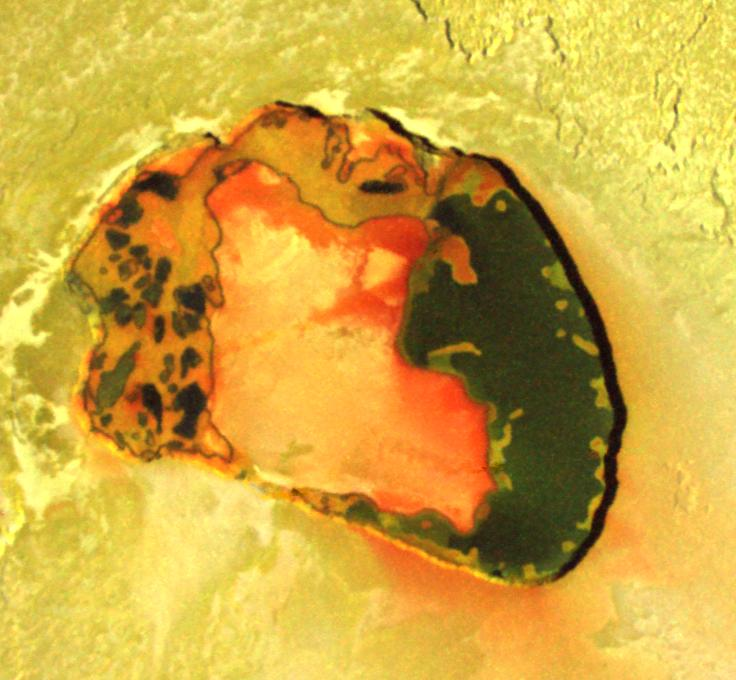
Патера Тупана. Размеры — 75 км, высота утёсов — 900 м. (снимок «Галилео»)

На поверхности Ио нередко встречаются вулканические депрессии, именуемые пате́рами. Для них характерно плоское дно и крутые стены. Они очень напоминают земные кальдеры, правда, до сих пор неизвестно, образуются ли они путём коллапса магматической камеры и обрушения вершины вулкана, как их земные аналоги. Одна из гипотез говорит, что эти геоструктуры появляются над новообразованными вулканическими силлами за счёт того, что вышележащие слои сносятся прочь извержениями или вливаются в состав силла. В отличие от схожих геоструктур на Земле и Марсе, вулканические впадины на Ио в общем случае не лежат на вершине щитовидных вулканов и обычно куда крупней, со средним диаметром около 41 км, а крупнейшая — патера Локи — 202 километра диаметром. Независимо от механизма формирования, морфология и распределение многих патер даёт основания предполагать, что они тесно связаны с крупномасштабными структурами — немало из них граничат с горами или разломами. Патеры часто служат источниками вулканических извержений или далеко растекающихся лавовых потоков, как в случае извержения в патере Гиш-Бара в 2001 году, или сами заполняются лавой и становятся лавовыми озёрами. Лавовые озёра на Ио покрыты лавовой коркой, которая рушится и обновляется непрерывно (как в случае Пеле) или эпизодически (как в случае Локи).
Потоки лавы — характерные для Ио детали пейзажа. Магма вырывается на поверхность через провалы в дне патер или через трещины на равнинах, создавая широкие многочисленные лавовые потоки, напоминающие те, что можно увидеть около вулкана Килауэа на Гавайах. На изображениях, полученных КА «Галилео», видно, что многие лавовые потоки, текущие из таких вулканов как Прометей или Амирани, повторяют пути прежних потоков, наращивая слой отложений. На Ио наблюдались и более длинные лавовые потоки. К примеру, передний край потоков с Прометея продвинулся с 75 до 95 км между пролётом КА «Вояджер» в 1979 и первым наблюдением «Галилео» в 1996 году. Одно из крупных извержений в 1997 выбросило более 3500 км² свежей лавы, которая заполнила патеру Пиллана.

Анимация из пяти снимков с КА «Новые горизонты». Видно, как вулкан Тваштар извергает материю на 330 км над поверхностью

Анализ изображений, полученных КА «Вояджер», заставил учёных предположить, что лавовые потоки на Ио состоят главным образом из расплавленной серы. Однако последующие наземные инфракрасные наблюдения и замеры с КА «Галилео» указывают на то, что на самом деле потоки в основном состоят из базальтовой лавы с включениями основных и ультраосновных горных пород. Эти предположения основаны на замерах температур «горячих пятен» Ио (областей термальной эмиссии), которые показали температуру в 1300 K, а местами и в 1600 K. Первоначальные оценки температуры извержений в области 2000 K, оказавшиеся неверными, объясняются неправильными тепловыми моделями, использовавшимися для моделирования температур.
Открытие своеобразных «султанов» («плюмажей») из извергаемой материи над Пеле и Локи послужило первым сигналом того, что Ио — геологически активный спутник. Обычно такие султаны появляются, когда летучие вещества вроде серы или диоксида серы поднимаются ввысь над вулканами Ио на скорости около 1 км/с, формируя на высоте своеобразный зонтик из пыли и газа. Помимо вышеуказанных веществ, в вулканических султанах встречаются натрий, калий и хлор. Султаны формируются двумя разными путями. Самые большие султаны появляются, когда сера и газообразный диоксид серы извергаются из вулканов или лавовых озёр, зачастую захватывая с собой силикатно-пирокластическую материю. Эти султаны формируют красные (из короткоцепочечной серы) и чёрные (силикатно-пирокластический материал) отложения на поверхности. Кольца отложений, образованные таким способом, самые большие: их диаметр иногда превышает 1000 км. Такие кольца окружают вулкан Пеле и патеры Тваштара и Дажбога. Другой тип султанов возникает из-за того, что потоки лавы испаряют иней из диоксида серы, и он улетает ввысь уже в виде пара. Обычно высота таких султанов меньше 100 километров, но это наиболее долгоживущие из султанов. Они часто формируют на поверхности яркие круглые отложения из диоксида серы. Они есть, например, в районе Прометея, Амирани и Масуби.

#### Горы

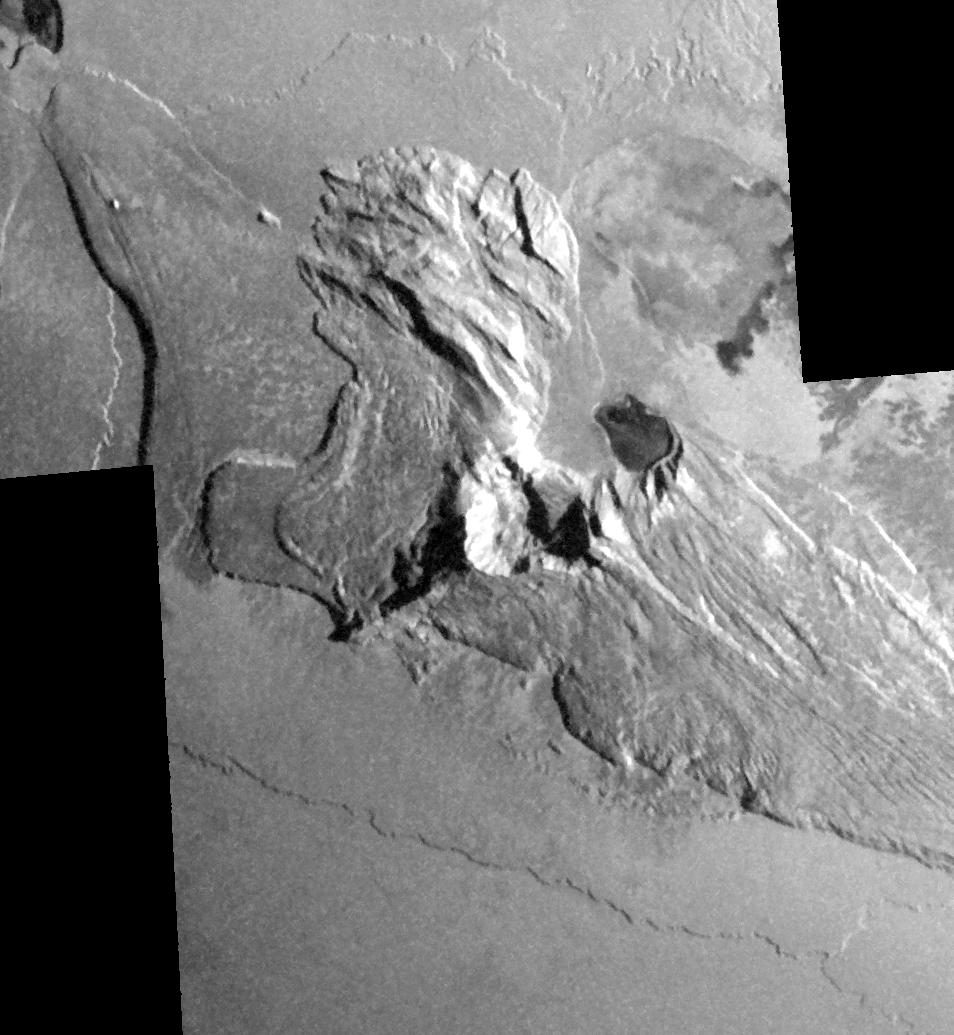
Гора Тохиль высотой 8,8 километра. Фото космического аппарата «Галилео»

На Ио насчитывается 100—150 гор. Средняя их высота — 6 километров, а максимальная — 17,5±1,5 километра (у Южной горы Боосавла). Горы часто представляют собой большие (со средней длиной 157 км) изолированные геологические структуры. Глобальных тектонических структур, как на Земле, не видно. Огромный размер гор говорит о том, что они состоят в основном из силикатных пород, а не из серы.
Несмотря на обширный вулканизм, определяющий внешность Ио, происхождение почти всех её гор не вулканическое. Большинство из них образуется в результате напряжений сжатия в литосфере, которые поднимают и зачастую наклоняют куски коры Ио, надвигая их друг на друга. Давление, ведущее к образованию гор, — результат непрерывного оседания вулканических материалов. Глобальное распределение гор по поверхности Ио, по-видимому, противоположно распределению вулканических структур — в областях с наименьшим количеством вулканов много других гор и наоборот. Это указывает на наличие в литосфере Ио крупных областей, в некоторых из которых происходит сжатие (формирующее горы), а в другом — расширение (благоприятное для образования патер). Однако в отдельных областях горы и патеры расположены близко друг к другу. Это можно объяснить тем, что магма часто достигает поверхности через разломы, образованные при формировании гор.
Горы Ио (как и вообще геологические структуры, возвышающиеся над равнинами) имеют различные формы. Самая распространённая среди них — плато. Они напоминают большие столовые горы с плоской вершиной с неровной поверхностью. Другие горы, видимо, — накренённые блоки коры Ио с пологим склоном (образованным из плоской поверхности) и крутым обрывом, где на поверхность выходят прежде глубоко расположенные слои. У обоих типов гор часто встречаются крутые эскарпы вдоль одного или нескольких краёв. Лишь немногие горы на Ио имеют вулканическое происхождение. Они напоминают маленькие щитовидные вулканы с крутыми склонами (6—7°) вблизи их небольшой кальдеры и более пологими склонами по краям. Вулканические горы небольшие и достигают в среднем только 1—2 километра в высоту и 40—60 километров в ширину. Морфология некоторых других структур (где из центральной патеры исходят тонкие потоки, как в патере Ра) говорит о том, что это тоже щитовидные вулканы, но с очень пологими склонами.
По-видимому, практически все горы на Ио находятся на некоторой стадии разрушения. У их подножий распространены крупные оползни. Видимо, осыпание — основной фактор разрушения гор. Для столовых гор и плато Ио обычны зубчатые края, которые образуются из-за диссипации диоксида серы, что создаёт слабые места вдоль края гор.

### Атмосфера

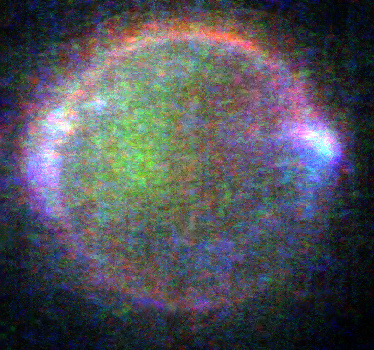
Полярное сияние в верхних слоях атмосферы Ио. Различными цветами светятся различные компоненты атмосферы. Зелёное свечение даёт натрий, красное — кислород, синее — вулканические газы, такие как диоксид серы. Изображение получено во время затмения на Ио

Ио имеет очень тонкую атмосферу, состоящую в основном из диоксида серы (SO2) с незначительным содержанием монооксида серы (SO), хлорида натрия (NaCl) и атомарных серы и кислорода. Плотность и температура атмосферы существенно зависят от времени суток, широты, вулканической активности и количества поверхностного инея. Максимальное атмосферное давление на Ио колеблется от 0,33×10−4 до 3×10−4 Па или от 0,3 до 3 нбар. Оно наблюдается на противоюпитерианском полушарии Ио и вдоль экватора, и иногда наблюдается в начале второй половины дня, когда температура поверхности достигает максимума. Были замечены и пики давления в вулканических шлейфах, где оно составляло 5×10−4—40×10−4 Па (5—40 нбар). Самое низкое атмосферное давление наблюдается на ночной стороне спутника, где оно падает до величин 0,1×10−7—1×10−7 Па (0,0001—0,001 нбар). Температура атмосферы Ио колеблется в пределах от температуры поверхности на малых высотах, где газообразный диоксид серы находится в равновесии с инеем, до 1800 К на больших высотах, где низкая плотность делает возможным нагрев от заряженных частиц в плазменном торе Ио и джоулев нагрев от токовой трубки Ио. Низкое давление ограничивает влияние атмосферы на поверхность, за исключением временного перераспределения диоксида серы между богатыми и бедными инеем областями и расширения размеров областей осадков вулканических шлейфов, когда вулканические выбросы падают в более плотную дневную атмосферу. Тонкая атмосфера Ио также показывает, что любые зонды, которые будут приземляться на Ио, не будут нуждаться в аэродинамической оболочке с тепловым экраном, но зато должны быть оснащены ретро-ракетами для замедления и остановки аппарата для более мягкого приземления. Малая толщина атмосферы требует и большую устойчивость аппарата к радиации.
Газ из атмосферы Ио сгоняется в магнитосферу Юпитера, улетучиваясь или в нейтральное облако, окружающее Ио, или в плазменный тор (кольцо ионизированных частиц), которое находится на орбите Ио, но вращается совместно с магнитосферой Юпитера. Посредством этого процесса каждую секунду из атмосферы Ио удаляется около тонны газа и, следовательно, она должна пополняться с той же скоростью. Основной источник SO2 — вулканические выбросы. Они закачивают в атмосферу Ио в среднем 10 тонн диоксида серы в секунду, но большая часть этих выбросов выпадает обратно на поверхность. Атмосферный диоксид серы находится в газообразном виде в основном за счёт нагрева инея солнечным светом и его сублимации. Атмосфера на дневной стороне в основном сосредоточена в пределах 40° от экватора, где поверхность самая тёплая, а вулканические выбросы самые активные. Существование атмосферы за счёт сублимации согласуется с тем, что плотность атмосферы максимальна на противоюпитерианском полушарии Ио, где больше всего инея SO2, и с тем, что эта плотность увеличивается при приближении Ио к Солнцу. Однако некоторый вклад в атмосферу делают и вулканические выбросы, так как самая высокая её плотность наблюдается возле жерл вулканов. Поскольку давление диоксида серы в атмосфере тесно связано с поверхностной температурой, атмосфера Ио в некоторой мере съёживается ночью или когда спутник находится в тени Юпитера. Деградацию атмосферы во время затмения существенно затрудняет образование над поверхностью диффузионного слоя неконденсирующегося газа (моноксида серы), но всё же атмосферное давление на ночной стороне Ио на два—четыре порядка меньше, чем в максимуме сразу после полудня. Второстепенные составляющие атмосферы Ио (такие как NaCl, SO, O и S) берутся из вулканических выбросов или в результате фотодиссоциации SO2 (распада, вызванного солнечным ультрафиолетовым излучением), либо в процессе разрушения поверхностных отложений заряженными частицами из магнитосферы Юпитера.
На изображениях Ио, сделанных высокочувствительными камерами во время затмения спутника, видны полярные сияния. Как и на Земле, эти сияния вызываются радиацией, поражающей атмосферу, но в случае Ио заряженные частицы прибывают по линиям магнитного поля Юпитера, а не от солнечного ветра. Обычно полярные сияния наблюдаются возле магнитных полюсов планет, но у Ио они самые яркие вблизи экватора. У Ио нет собственного магнитного поля, поэтому заряженные частицы, движущиеся вдоль магнитного поля Юпитера, беспрепятственно воздействуют на атмосферу спутника. Ярчайшие полярные сияния возникают вблизи экватора — там, где линии магнитного поля параллельны поверхности спутника и, следовательно, пересекают бо́льшую толщу газа. Полярные сияния в этих областях колеблются в зависимости от изменений ориентации наклонённого магнитного диполя Юпитера. Кроме экваториальных, наблюдаются и другие полярные сияния (тоже видимые на изображении выше): красное свечение атомов кислорода вдоль лимба Ио и зелёное свечение атомов натрия на её ночной стороне.

### Сноски
1. ↑  Перииовий вычисляется по большой полуоси (а) и эксцентриситету (е): {\displaystyle a\cdot (1-e)}
2. ↑  Апоиовий вычисляется по большой полуоси (a) и эксцентриситету (e): {\displaystyle a\cdot (1+e)}
3. ↑  Площадь поверхности рассчитана по формуле {\displaystyle 4\pi r^{2}}
4. ↑  Объём рассчитан по формуле {\displaystyle 4\pi r^{3}/3}
5. ↑  Ускорение свободного падения вычисляется по массе (m), гравитационной постоянной (G) и радиусу (r) таким образом: {\displaystyle Gm/r^{2}}
6. ↑  Вторая космическая скорость вычисляется по массе (m), гравитационной постоянной (G) и радиусу (r) таким образом: {\displaystyle \textstyle {\sqrt {\frac {2Gm}{r}}}}
7. ↑  Ударение на первый слог — согласно Большой российской энциклопедии[6]; в некоторых других источниках указывается ударение на второй слог[7][8].